# Anfillo
Anfillo ist eine nordomotische Sprache, die von ca. 500 Leuten in Westäthiopien gesprochen wird. Als Anfillo werden sowohl die Sprache, als auch die Mitglieder einer kleinen Gemeinschaft im Woreda Anfillo, das ein Teil der Mirab-Welega-Zone ist, bezeichnet. Die Sprache ist vom Aussterben bedroht, da sie nur von über 60-Jährigen gesprochen wird. Jüngere Leute bedienen sich der nilo-saharischen Sprache der Busase. Im Anfillo gibt es fünf Vokale und an die 22 Konsonanten. Lange Vokale und Konsonanten treten auf und können von phonemischem Wert sein. Die normale Satzstellung ist Subjekt-Objekt-Verb. Adjektive gehen dem entsprechenden Substantiv voran. Verben in Tempus, Aspekt und Modus gebeugt. Drei Tempora, Vergangenheit, Gegenwart und Zukunft, werden morphologisch ausgedrückt. Genus und Numerus werden durch den Wortschatz ausgedrückt.